# روبي براينت
روبي براينت (بالإنجليزية: Robbie Bryant)‏ (5 مارس 1979 في نيوزيلندا - ) هو ملاكم نيوزلندي.

## روابط خارجية
- روبي براينت على موقع بوكس ريك (الإنجليزية) (registration required)